# Форнаріна (картина Рафаеля)
«Форнаріна» (італ. La Fornarina) — картина Рафаеля, що зображує Форнаріну, як вважають, кохану художника Маргариту Люті.
Модель зображена напівоголеною в напівпрозорому вбранні, яка прикриває груди в сором'язливому русі скульптури «Venus Pudica» («Сором'язлива Венера»). Її руку прикрашає браслет з підписом художника «RAPHAEL URBINAS».
Розчищення XXI століття дозволили з'ясувати, що раніше існував пейзажний фон, який Рафаель замінив на миртове дерево. Крім того, руку моделі прикрашала каблучка, яка пізніше була записана. Це слугувало підґрунтям до виникнення різних гіпотез про справжні відносини між зображеної жінкою, імовірно, коханою майстра  Форнаріною і художником. Вважається, що ця ж жінка зображена на іншій картині Рафаеля — «Донна Велата» (La velata).

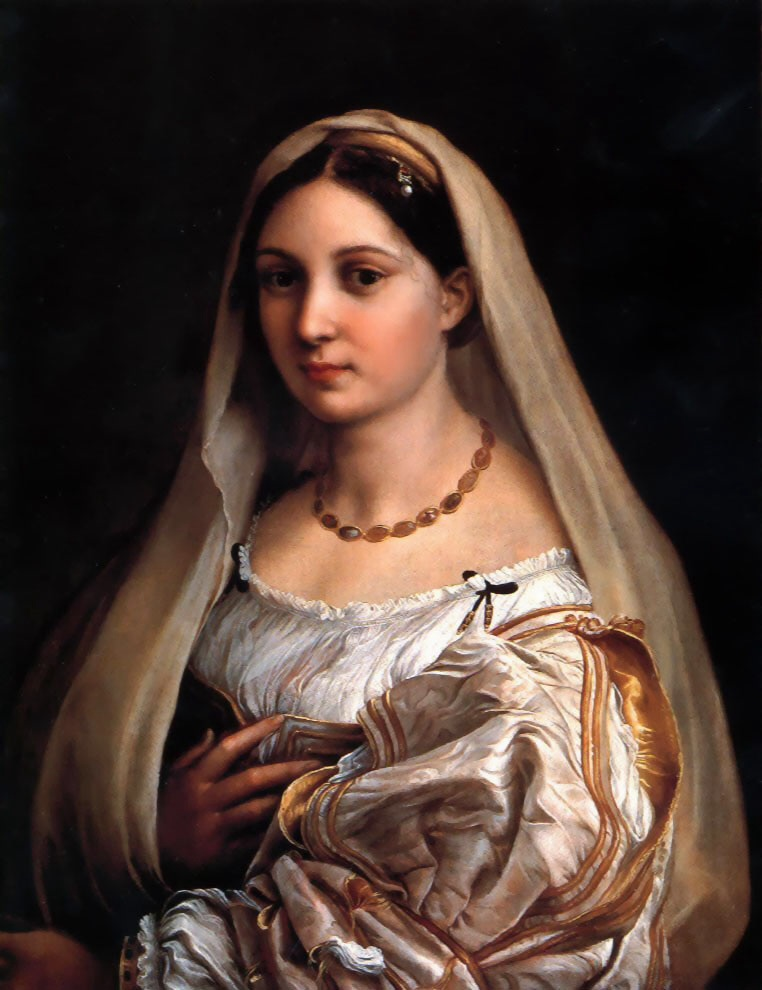
«Донна Велата»

## Цікаві факти
Те, як Рафаель написав груди натурниці (з плямою блакитного відтінку на шкірі), спричинило різні наукові спекуляції на тему, чи був у неї  рак (пор. ту ж тему з творами Рубенса).